# Подтурн (Мокроног-Требелно)
Подтурн (словен. Podturn) је насељено место у општини Мокроног-Требелно, регија Југоисточна Словенија, Словенија.

## Историја
До територијалне реорганизације у Словенији био је у саставу старе општине Требње.

## Становништво
У попису становништва из 2011. године, Подтурн је имао 29 становника.
| Број становника према пописима | Број становника према пописима | Број становника према пописима |
| ------------------------------ | ------------------------------ | ------------------------------ |
| 1991                           | 2002                           | 2011                           |
| 51                             | 30                             | 29                             |

Напомена: Године 2000. смањен за део насеља који је проглашен за ново самостално насеље Јагодник. Године 2006. извршена је мања размена територија између насеља Орнушка вас и Подтурн.